# Antrophyum trivittatum
Antrophyum trivittatum är en kantbräkenväxtart som beskrevs av Carl Frederik Albert Christensen. Antrophyum trivittatum ingår i släktet Antrophyum och familjen Pteridaceae. Inga underarter finns listade.